# Nậm Là
Nậm Là là phụ lưu cấp 1 ở bờ trái sông Đà, chảy ở tỉnh Vân Nam Trung Quốc và ở xã Ka Lăng huyện Mường Tè tỉnh Lai Châu, Việt Nam .
Nậm Là dài 41 km, diện tích lưu vực 217 km², mã sông là "02 02 63 02" . Đoạn sông chảy vào Việt Nam ở xã Ka Lăng là đường tự nhiên cho biên giới Việt - Trung, dài 15 km. 22°38′39″B 102°24′21″Đ / 22,644171°B 102,405771°Đ
Nậm Là bắt nguồn với tên Nan La He 22°55′10″B 102°08′33″Đ / 22,919411°B 102,14259°Đ từ dãy núi ở tỉnh Vân Nam Trung Quốc, chảy hướng đông nam. Đến biên giới thì chuyển hướng tây nam. Từ đó Nậm Là đổ vào sông Đà, với ngã ba sông ở trên đường biên.
Thủy điện Pắc Ma 22°33′58″B 102°31′04″Đ / 22,566145°B 102,517806°Đ trên sông Đà ở cách ngã ba này cỡ 20 km theo đường sông.

## Chỉ dẫn
1. ↑  Trong tiếng Thái-Tày "Nậm" có nghĩa là nước, sông, suối.